# Оппенгаймерит
Оппенгаймерит — дуже рідкісний мінерал — уранілсульфат з формулою Na2(UO2)(SO4)2•3H2O. Хімічно споріднені мінерали включають ферміїт, натроциппеїт, плашиліт, бєлаковськіт і майссерит. Більшість цих мінералів — уранілсульфатів спочатку були знайдені у копальні Blue Lizard в окрузі Сан-Хуан, штат Юта, США. Мінерал названий на честь американського фізика-теоретика Дж. Роберта Оппенгаймера.

## Асоціація тагенезис
Оппенгаймерит асоціює з іншими сульфатними мінералами: ферміїтом, блюлізардитом, ветерілітом, бльодитом, халькантитом, епсомітом, гіпсом, гексагідритом, кренкітом, манганобльодитом, сидеронатритом і тамаругітом.

## Кристалічна структура
Як і у інших уранілсульфатів, багатогранники U являють собою квадратні п'ятикутні біпіраміди, в яких атоми U оточені 7 атомами O (два апікальних зв'язки біпіраміди складають уранільну групу). Існують нескінченні ланцюги, утворені зв'язуванням сусідніх біпірамід двома містковими сульфатними групами. В оппенгаймериті ланцюг складу {\displaystyle {\ce {[(UO2)(SO4)2(H2O)]^2-}}} паралельний {\displaystyle [11{\bar {1}}]}. Ланцюжки з'єднані між собою через 2 різні поліедри Na–O (у ферміїті існує 5 типів таких багатогранників).